# European Quality Improvement System

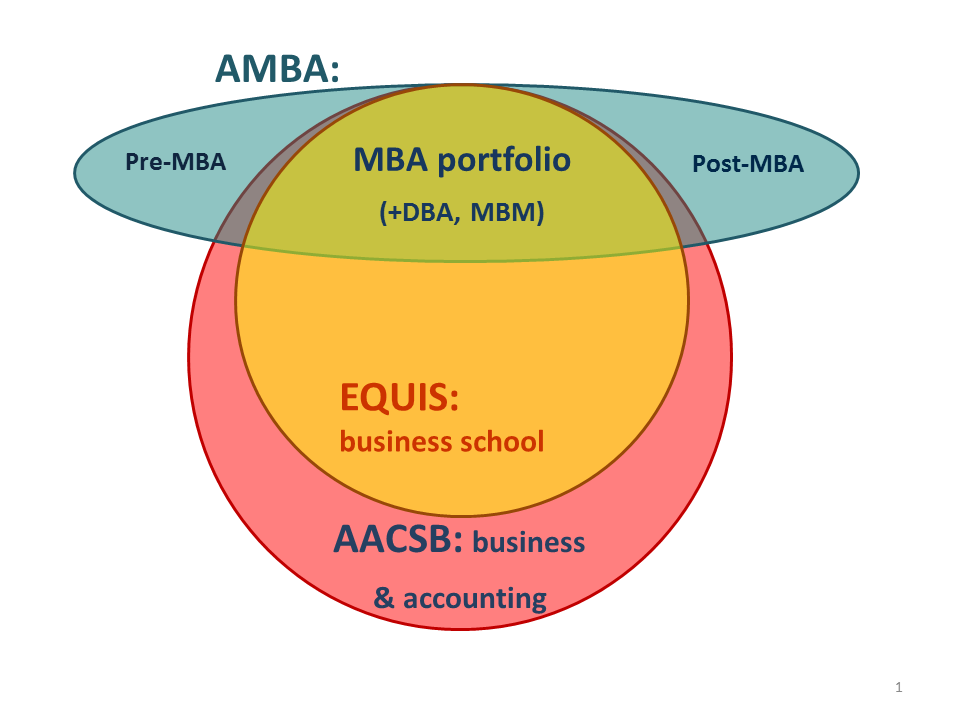
Scope of business school accreditation for AACSB, EQUIS and AMBA

European Quality Improvement System, EQUIS – jedna z dwóch prestiżowych światowych akredytacji uczelni biznesowych. Druga, popularniejsza w USA, to AACSB. Łącznie z trzecią akredytacją, AMBA, która jest przyznawana jedynie programom typu MBA stanowi podstawę uwzględnienia i oceny uczelni m.in. w rankingach Financial Times, The Economist.
W Europie Środkowej i Wschodniej w chwili obecnej akredytację tę posiada Wydział Zarządzania Uniwersytetu Warszawskiego, Akademia Leona Koźmińskiego oraz Szkoła Główna Handlowa w Polsce, a także Wydział Nauk Ekonomicznych Uniwersytetu w Lublanie (Słowenia).
W Europie Zachodniej akredytację ma kilkadziesiąt uczelni, w tym SDA Bocconi, EADA – Escuela de Alta Direccion y Administracion, IESE, INSEAD, London Business School, Stockholm School of Economics.
Akredytację przyznaje organizacja EFMD.